# 이민 (1989년)

## 개요
이민(1989년 6월 18일~) 대한민국의 남자 가수
6 to 8 멤버이자 영건 멤버이다.
그의 아버지 태민도 트로트 가수이다.

## 앨범 6 to 8 (Six to Eight)
- 2014년 《사랑하게 해줘요》
- 2014년 《I'm sorry》
- 2014년 《술이 너보다 낫더라》
- 2015년 《밥 한 번》
- 2015년 《니가 분다》
- 2016년 《친구 to 애인》
- 2016년 《우리 사이》
- 2016년 《결혼한대요》
- 2017년 《여전히 여전해》
- 2018년 《이별이 될까》
- 2018년 《헤어지면 생각나는 노래》

## 앨범 영건 (Young Gun)
- 2010년 《너를 보내줘야 한다》
- 2010년 《눈물겹다》
- 2011년 《그녈 욕하지 말아요》

## 앨범 참여
- 2019년 타디스 프로젝트, 6 to 8 《시월애》

## 공연
- 2017년 일지아트홀 《발라더스》